# Atlantoxerus getulus
Atlantoxerus getulus (Магрибська вивірка) — вид гризунів гризунів родини вивіркових (Sciuridae).

## Середовище проживання
Країни поширення: Алжир, Марокко, Західна Сахара, введений на Канарські острови (Іспанія). Висотний діапазон проживання від прибережної зони до 4165 м. Мешканець кам'янистих регіонів і відкритих місць проживання від гірських схилів до пустель з рідкісними деревами і чагарниками Juniperus, Tetraclinis articulata, Argania spinosa. Укриття знаходить в норах розкопаних під каменями або серед каменів. Також присутній у різних сільськогосподарських місцях існування, будівлях з кам'яними стінами, де вони можуть знайти притулок. Йому потрібен доступ до води, але ніколи не заходять на зрошувані поля.

## Особливості біології
Довжина голови й тіла від 160 до 220 міліметрів, хвіст пухнастий, від 180 до 230 міліметрів, вага 300–350 гр. Має коротке жорстке волосся. Загальне забарвлення сірувато-коричневе або червонувато-коричневе і є біла смужка, що проходить уздовж кожного боку, а іноді й інша вздовж хребта. Черево сіре і блідіший хвіст поздовжньо забарвлений в чорне і сіре.

## Поведінка

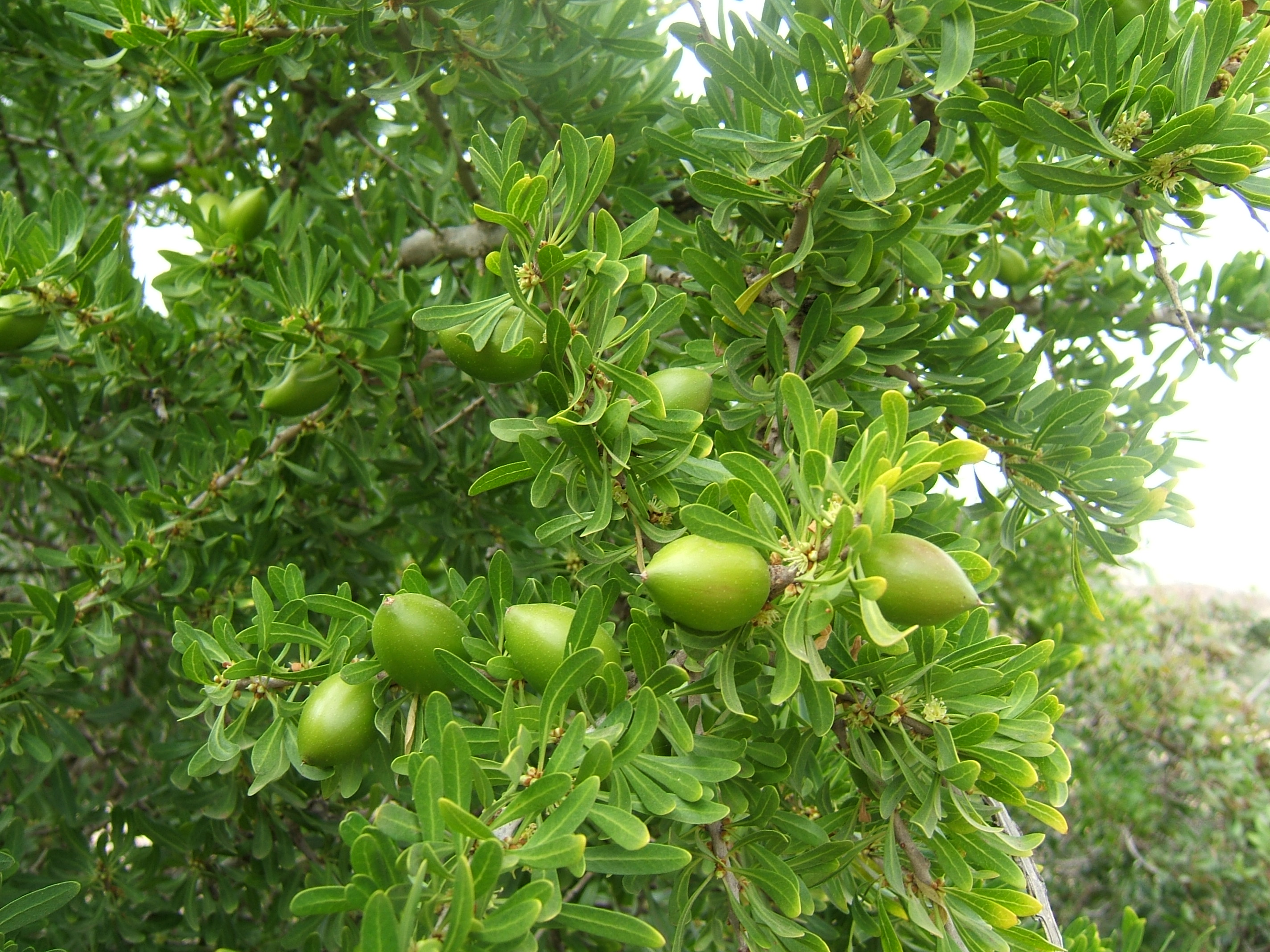
Листя, квіти і плоди арганового дерева

Це денний (присмерковий) і соціальний вид з найпростішої родини, яка складається з однієї самиці і її потомства. Харчується головним чином з плодів арганового дерева, Argania spinosa. Якщо популяція збільшується і їжі не вистачає, тварини можуть мігрувати.

## Відтворення
Розмір приплоду: принаймні, чотири. Може бути два приплоди на рік.